# مهند نعیم
مهند نعیم (انگلیسی: Muhannad Naim؛ زادهٔ ۲۸ ژانویهٔ ۱۹۹۳) یک بازیکن فوتبال اهل قطر است.

## باشگاهی
از باشگاه‌هایی که در آن بازی کرده‌است می‌توان به السد، اوپان اشاره کرد.

## تیم ملی
وی همچنین در تیم‌های ملی فوتبال Qatar U-20 تیم ملی فوتبال زیر ۲۳ سال قطر بازی کرده است.